# Bartolomeu Sesinando Ribeiro Artur

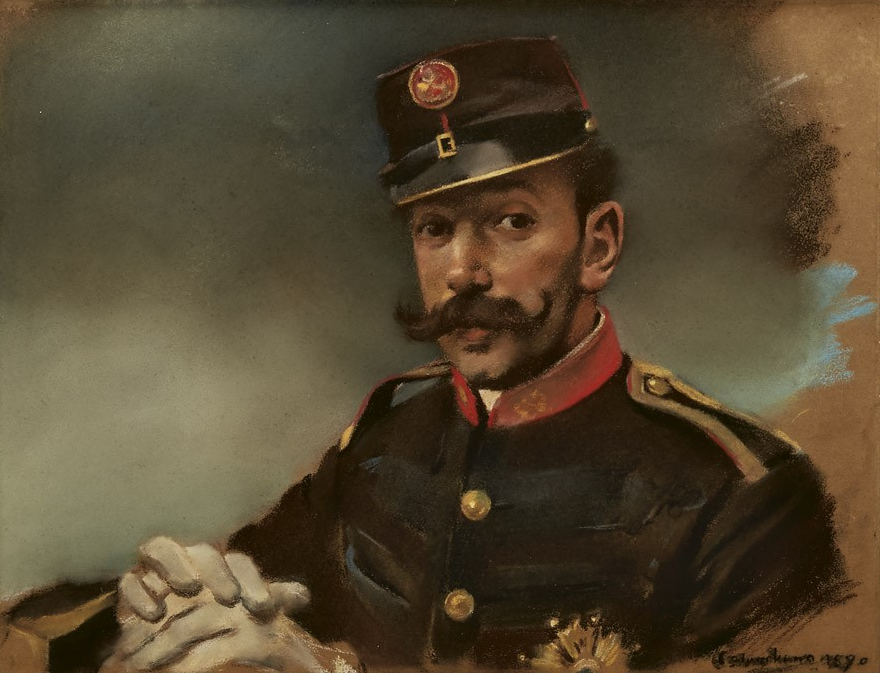
Retrato de Ribeiro Artur (1890), por Columbano Bordalo Pinheiro

Bartolomeu Sesinando Ribeiro Artur (Lisboa, 11 de Agosto de 1851 – 6 de Outubro de 1910), mais conhecido por Ribeiro Artur, foi um militar do Exército Português, onde atingiu o posto de tenente-coronel de Infantaria, intelectual e escritor. Foi colaborador assíduo da imprensa periódica da última metade do século XIX, entre as quais a revista O Ocidente (1878-1915) e O Tiro Civil (1895-1903), e é autor de múltiplas obras sobre temática militar e de história. Também foi pintor de mérito, participando em diversas exposições colectivas e individuais.

## Biografia
Nasceu em Lisboa, filho do general de brigada Sesinando Ribeiro Artur, um dos militares liberais que participou no desembarque do Mindelo, e de sua esposa Cândida Lopes Ribeiro Artur. A família estava tradicionalmente ligada à vida militar e à política portuguesa, contando entre os seus parentes Ribeiro Freire, um ministro do tempo de D. João VI, e o general de divisão Manuel Cipriano da Costa Ribeiro.
Frequentou o Real Colégio Militar, e com 16 anos de idade, a 10 de setembro de 1867, assentando praça como voluntário no Regimento de Infantaria N.º 17, onde o pai era coronel. Depois de concluir, em 1873, o curso da Escola do Exército, foi promovido a alferes e transferido para o Regimento de Infantaria N.º 16, continuando os seus estudos na Escola Politécnica de Lisboa. Terminados os estudos, a 23 de janeiro de 1878 foi promovido a tenente e colocado no Regimento de Infantaria N.º 8 para pouco depois ser nomeado ajudante do comandante do Forte de Peniche, ao tempo o coronel de engenharia António Ferreira da Rocha Gandra. Prosseguiu depois uma carreira militar destinta, que terminou no posto de tenente-coronel no Regimento de Infantaria N.º 5.
A partir de 1885 integrou como vogal a Comissão de Limites Fronteiriços entre Portugal e Espanha, lugar que exerceu até 1893, sendo comissário o general Sebastião Lopes de Calheiros e Meneses. Com o coronel Maximo Ramos y Orcajo, comissário espanhol, participou no processo de triangulação dos terrenos em litígio na fronteira do Alentejo, denominados da Defesa da Contenda de Moura, tendo colaborado na elaboração  de uma memória sobre aquela questão fronteiriça, publicada em 1889 em Lisboa, e que depois daria origem ao Convénio de Limites (1926).
Ribeiro Artur recebeu numerosas condecorações, entre as quais a Medalha de Comportamento Exemplar, prata, o grau de oficial e depois de cavaleiro da Real Ordem de São Bento de Avis, o grau de cavaleiro da Ordem Militar de Cristo, o grau de cavaleiro da Ordem Militar de Santiago e da Ordem de Nossa Senhora da Conceição de Vila Viçosa. Também recebeu a comenda da Real Ordem de Isabel a Católica de Espanha, a medalha da Cruz Vermelha de Espanha, a cruz da Ordem de Carlos III, de Espanha, e o grau de oficial da Legião de Honra e de grande oficial da Ordem de Instrução Pública, estas últimas de França.
Ribeiro Artur publicou diversas monografias versando temas de interesse militar e histórico e ainda algumas obras de crítica de arte. Também se dedicou à aguarela, pintando costumes militares. Expôs as suas obras no Grémio Artístico e na Sociedade Nacional de Belas Artes, alcançando uma menção honrosa desta última instituição. Aguarelas da sua autoria estiveram patentes na Exposição Universal de 1900, realizada em Paris.

## Obras
- Artes e artistas contemporâneos (1.º volume, 1896), com prefácio de Fialho de Almeida (2.º volume em 1898 e 3.º volume em 1903);
- Pequeno manual para uso do soldado de infantaria (1896);
- A legião portuguesa ao serviço de Napoleão (1808-1813), (1901);
- Teorias nas casernas - Educação militar do soldado, (1902);
- Os caçadores portugueses na guerra Peninsular, (1899).